# Cucurbitaria hirtella
Cucurbitaria hirtella är en svampart som beskrevs av Bacc. & P. Avetta 1884. Cucurbitaria hirtella ingår i släktet Cucurbitaria och familjen Cucurbitariaceae.   Inga underarter finns listade i Catalogue of Life.